# Orbiting Vehicle

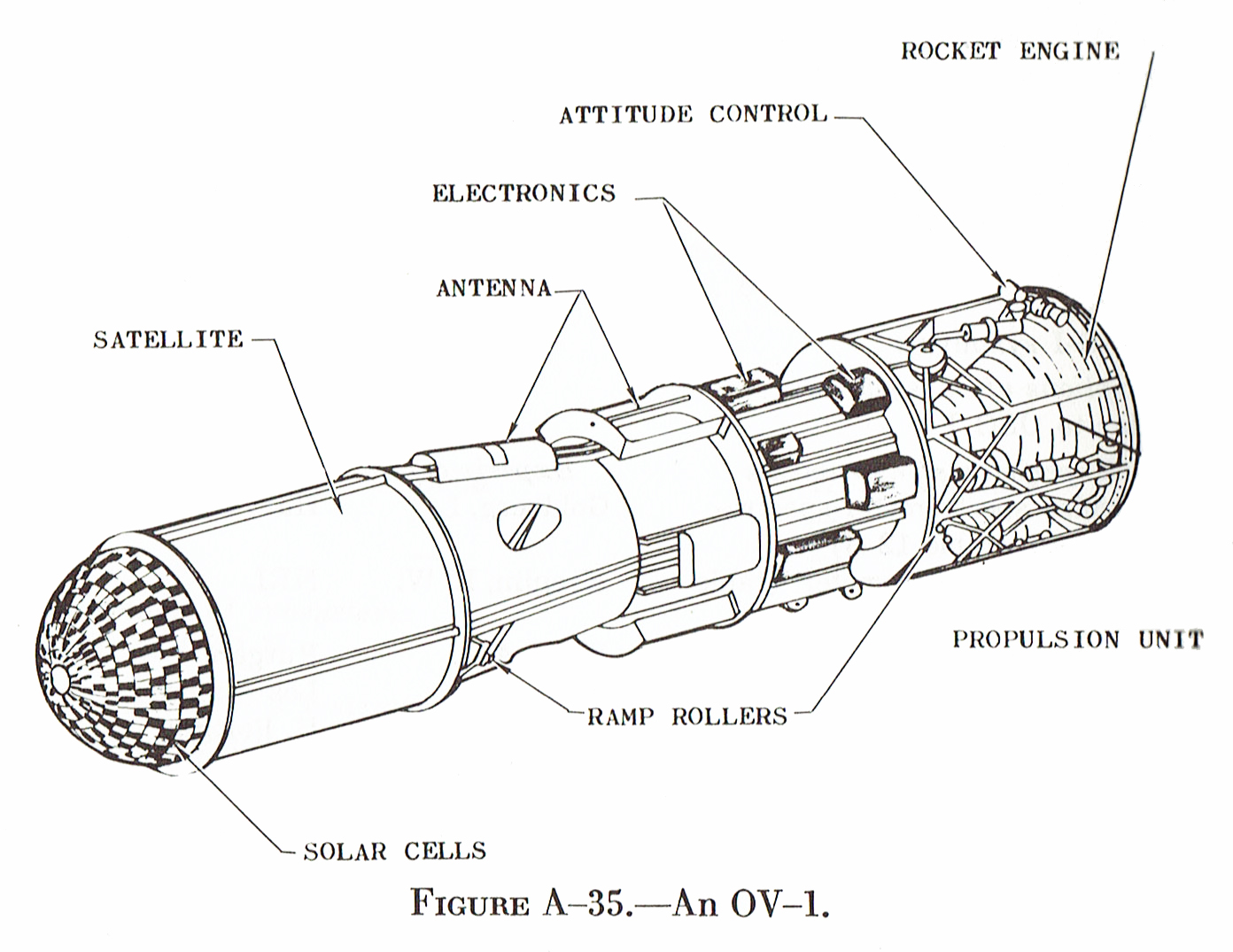
Schéma du satellite OV1 (série standardisée lancée de 1965 à 1972).

Orbiting Vehicle ou OV, à l'origine désignés SATAR, était une série de satellites américains exploités par l'US Air Force, lancés entre 1965 et 1971. Quarante-sept satellites ont été construits, dont quarante-trois ont été lancés et trente-sept ont atteint l'orbite. À l'exception des séries OV3 et OV4-3, ils ont été lancés en tant que charges utiles secondaires, en utilisant l'espace excédentaire d'autres missions.
Cinq séries distinctes de satellites OV ont été lancées. Les premiers satellites étaient OV1, qui ont été lancés lors de tests de missiles suborbitaux SM-65 Atlas, puis se sont mis en orbite au moyen d’un moteur d'apogée Altair-2 (en). Les satellites OV2 ont été construits à l'aide de pièces laissées après l'annulation du satellite Advanced Research Environmental Test Satellite (ARENTS). Trois satellites OV2 ont effectué des vols d’essai sur Titan IIIC. Les satellites OV3 étaient les seuls de la série à être lancés par des fusées dédiées. Six ont été lancés sur des fusées Scout-B entre 1966 et 1967. Les satellites OV4 ont été lancés dans le cadre d'un vol d'essai pour le Manned Orbital Laboratory, avec deux satellites effectuant une expérience de communication tandis qu'un troisième, OV4-3, était la charge utile principale, une maquette de la station spatiale MOL. Deux autres satellites OV4, identiques aux deux premiers, ont été construits mais n'ont pas été lancés. Les satellites OV5 ont été lancés dans le cadre du projet Environmental Research Satellites (ERS), en tant que charges utiles secondaires sur les fusées Titan IIIC.
Généralement, les satellites OV emportaient des expériences scientifiques ou technologiques.

## Récapitulatif des lancements
| Série | Constructeur                    | Premier lancement | Dernier lancement | Construits | Lancés | Échecs | Remarques |
| ----- | ------------------------------- | ----------------- | ----------------- | ---------- | ------ | ------ | --------- |
| OV1   | Convair Goodyear Aerospace (en) | 1965-01-21        | 1971-08-07        | 23         | 23     | 4      |           |
| OV2   | Northrop                        | 1965-10-15        | 1968-09-26        | 5          | 3      | 0      |           |
| OV3   | Aerojet AFRL                    | 1967-04-22        | 1967-12-04        | 6          | 6      | 1      |           |
| OV4   | US Air Force Martin Marietta    | 1966-11-03        | 1966-11-03        | 5          | 3      | 0      |           |
| OV5   | TRW Systems AFRL Northrop       | 1967-04-28        | 1969-05-23        | 9          | 8      | 1      |           |